# Mindreaper
Mindreaper ist eine deutsche Metal-Band aus dem Vogelsberg, die im Jahr 2001 gegründet wurde.

## Geschichte
Als Sebastian Rehbein, die beiden Gitarristen Felix Balser und Constantin Fink, zusammen mit Schlagzeuger Sven Fölsing 2001 im oberhessischen Herbstein die Band Mindreaper ins Leben riefen, gingen alle vier noch zur Schule. Schon kurze Zeit nach der Gründung wurden Felix und Sven durch Gunter Weppler an der Gitarre und Alexander Fink am Schlagzeug ersetzt. Anfangs versuchte die Band noch, mit der Sängerin Ramona Planz eine weibliche Stimme in ihrem Sound zu etablieren. Da sich dies aber langfristig nicht im Sinne der Band entwickelte, stieg Ramona nach einer Show im Vorprogramm von Vader wieder aus.
Vor allem der Posten am Bass, welcher eine Zeitlang von dem Witchburner-Mitgründer Tankred Best und darauf folgend von Mathias Ziegenhein besetzt war, blieb auf Dauer immer wieder vakant. Nach Aufnahme der Demo Fatal Melodies im Jahr 2006 und Auftritten im Vorprogramm von Tankard und Hatesphere brach die Band Mitte 2007 beinahe auseinander. Nur noch der Frontmann Sebastian und der Gitarrist Gunter waren noch mit von der Partie. Das neu komplettierte Line-up mit Philip Hartmann an der Gitarre, Manuel Roth am Bass und Malte Kinzel am Schlagzeug stand ab Sommer 2008. Mit dieser Besetzung entstand die 2009 veröffentlichte EP Absolute Zero. Durch Teilnahme an einem Voting gewannen Mindreaper einen Auftritt auf der Hauptbühne des Metalfest Open Air Germany 2010 in Dessau.
Im Jahr 2011 wollte die Band die Aufnahmen für ihr erstes Full-Length-Album beginnen. Bevor jedoch ein Ton aufgenommen wurde, verließ Philip Hartmann aus persönlichen Gründen Mindreaper und auch Schlagzeuger Malte trat noch während der Aufnahmen aus der Band aus. Mindreaper schlossen die Aufnahmen zu Human Edge (... To The Abyss) trotz alledem zu dritt ab und engagierten für das finale Mastering den Produzenten Andy Classen vom Stage One Studio, der auch schon Alben von Die Apokalyptischen Reiter, Tankard und Legion of the Damned produziert hat. Noch vor der Veröffentlichung im April 2012 wurde das Lineup mit Manuel Nozulak als neuem Schlagzeuger wieder komplettiert. Erneut setzte sich die Band bei einem Voting des Metalfest Open Air Germany gegen zahlreiche andere Bands durch und spielte auch im Jahr 2012 auf dem Festival in Dessau. Auch im folgenden Jahr wurden einige Auftritte absolviert, unter anderem auf dem Ragnarock Open Air. Im Mai 2013 wurde Marcel Bangert als fester zweiter Gitarrist in die Band aufgenommen. Manuel Roth verabschiedete sich im August des Jahres aufgrund von Zeitmangel von der Band. Nach ein paar Monaten zu viert übernahm ab November 2013 Bahram Mars den Bass.
2014 wurde es zugunsten des Songwritings wieder etwas ruhiger, obwohl einige Auftritte absolviert wurden, wie z. B. auf dem Break your Neck No.7 in Wolfsburg oder im Moshpit Flörsheim. Im Oktober 2014 fand außerdem wieder ein Wechsel am Bass statt, der seitdem von Christian „Ens“ Schoenke übernommen wird.
2015 trug das Songwriting erste Früchte in Form einer Demo, welche zu Promotion-Zwecken aufgenommen wurde, um damit erste Höreindrücke für das kommende zweite Album präsentieren zu können. Zuvor wurden trotz anhaltender Songwriting Phase dennoch einige Auftritte absolviert; unter anderem auf dem M.I.S.E. Open Air und dem Schwalm Metal Open Air, wo bereits einige der neuen Songs live vorgeführt werden konnten.
Im Juli 2016 führte die Graveyard Classics Tour als Opening Act für Six Feet Under durch Deutschland, Österreich und in die Schweiz. Mit dem Auftritt auf dem Chaostraum Open Air verabschiedet sich die Band von Gitarrist Gunter „Gynni“ Weppler, welcher die Band nach 14 Jahren Schaffenszeit aufgrund musikalischer Differenzen verlässt. Mindreaper spielen nunmehr wieder in der klassischen Viererbesetzung.
2017 ging es durch die neu geschaffene Energie der Viererbesetzung auf die erste Headliner-Tour der Band quer durch Russland (7500 Kilometer Tourstrecke), welche sogar bis nach Tjumen, Sibirien führte. Wieder in Deutschland kam es dann im weiteren Verlauf des Jahres endlich zu den Studioaufnahmen des zweiten Albums, abermals unter der Regie von Andy Classen im Stage One Studio, welcher dieses Mal jedoch nicht nur das Mastering wie beim Vorgängeralbum, sondern die komplette Produktion übernahm.
Am 8. Juni 2018 erschien das zweite Mindreaper Album mit dem Titel „Mirror Construction (...a disordered World)“ unter dem Banner von „Black Sunset - a division of MDD Records“. Vor dem Release erschien die Single „Mirror Artifacts“ als Lyric Video auf dem YouTube-Kanal von MDD Records. Einen Monat nach Release erschien die Single „New Age Tyranny“ als Musikvideo (das Erste der Bandgeschichte). Zur Promotion des neuen Albums ging die Band im November 2018 in Osteuropa auf Tour, welche durch Polen über die Tschechische Republik und die Slowakei führte. Also Support fungierten die Band „One Last Legacy“.
Zum Jahresende 2019 verabschiedete sich Schlagzeuger Manuel Nozulak aus beruflichen Gründen von der Band. Als Nachfolger konnte Marcel Schneider Perception Confused gewonnen werden, welcher bereits 2017 einmal als Aushilfe am Schlagzeug eingesprungen war. Mit dem neuen Line Up wurden im Frühjahr 2020 die Voraufnahmen für das dritte Studioalbum erfolgreich abgeschlossen, welches ab Oktober 2020 im Desert Inn Studio aufgenommen wird.

## Stil
Musikalisch bewegt sich die Band in der Schnittmenge zwischen Thrash- und Death Metal mit vielen traditionellen und melodischen Einflüssen. Lyrisch stehen menschliche Schwächen und Verhaltensweisen im Vordergrund, die aus verschiedenen Perspektiven betrachtet werden, wobei immer eine Querverbindung zum Bandnamen besteht.

## Diskografie
- 2006: Fatal Melodies (Demo)
- 2009: Absolute Zero (5 Track EP)[1]
- 2012: Human Edge (...to the Abyss) (Album)[2][3]
- 2018: Mirror Construction (...a Disordered World) (Album)[4]
- 2024: Withering Shine (...Into Oblivion) (Album)